# Arrepentimiento
El arrepentimiento es el pesar que una persona siente por algo que ha hecho, dicho o dejado de hacer. Quien se arrepiente cambia de opinión o deja de ser consecuente con un determinado compromiso.
El término arrepentimiento designa una voluntad personal y sincera de asumir responsablemente las consecuencias de actos considerados moralmente reprobables cometidos en el pasado y de comprometerse a no perpetuarlos.
El uso de esta palabra suele referirse a la contrición y consiliencia en la conciencia de una persona al enmendarse respecto de sus pensamientos previos (pasando de una ideología errónea, a una nueva mentalidad acertada y renovada), o respecto a sus acciones u obras previas (pasando de la inmoralidad a la moralidad).
En el ámbito espiritual, autores como Watchman Nee afirmaban que el significado original de "metanoeo", (palabra griega traducida como 'arrepentimiento'), significa "cambio de mente" e implica un cambio de perspectiva respecto al pasado, y una evaluación general de muchas cosas hechas previamente, lo que conlleva a la comprensión de la culpa personal y el reconocimiento de haber hecho algo mal. En el mismo sentido, se suelen considerar la necesidad de un cambio de conducta, de actitud, de orientación y de dirección como indicios de un arrepentimiento verdadero.

## Arrepentimiento en el Judaísmo y Cristianismo

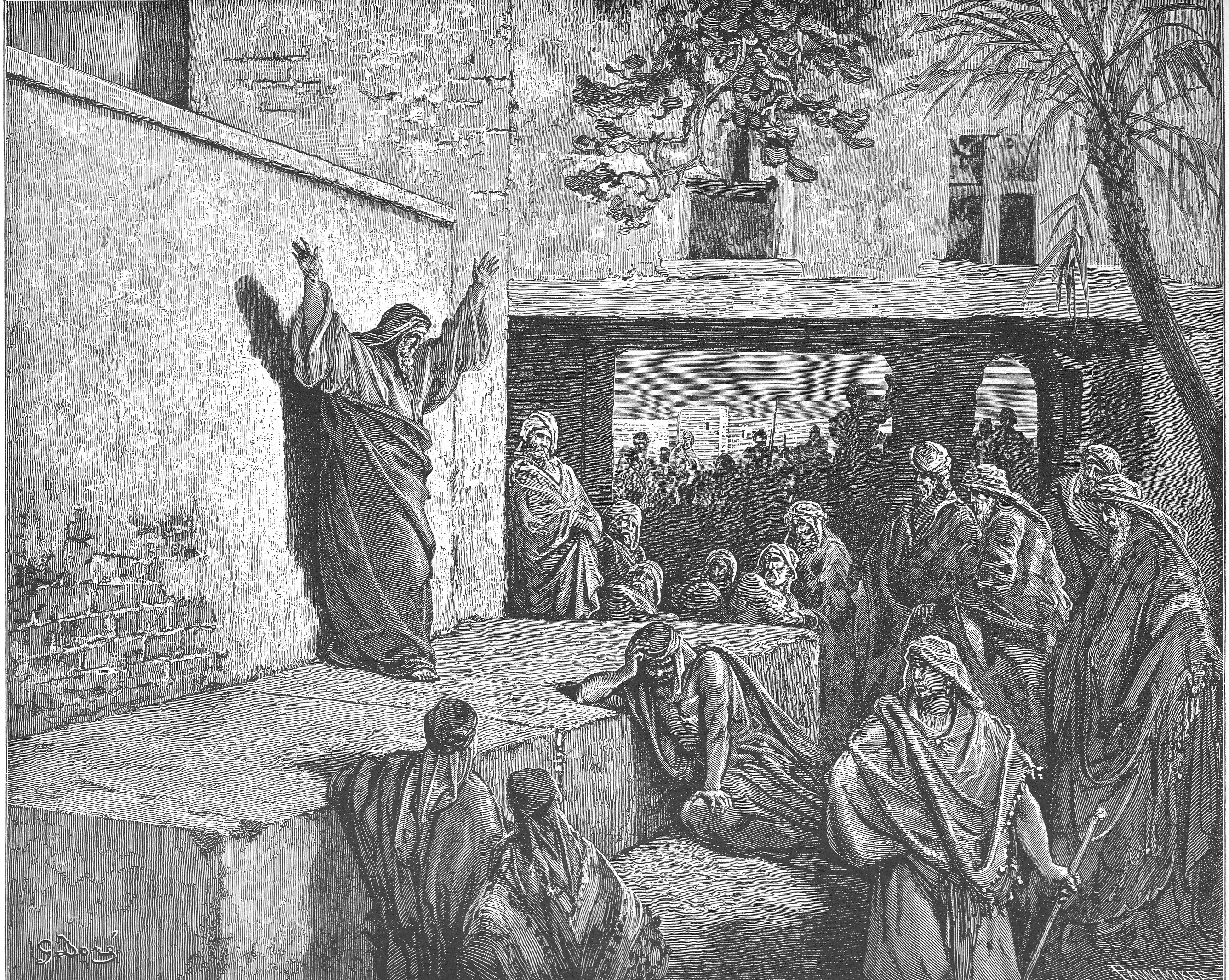
Representación de Miqueas exhortando a los Israelitas a arrepentirse

En la teología judeocristiana el equivalente al término arrepentimiento es traducido del Hebreo "(תשובה)", que significa literalmente “volver” o "volverse". Así mismo, literalmente significa dejar el pecado atrás, dejar de pecar, rechazar la maldad, para volverse al camino de Dios y guardar sus mandamientos, volverse lejos de la maldad y la mentira, hacia la santidad y la verdad.
Implica volver a la Ley moral de Dios, aunque esto llega a tener diferentes interpretaciones: desde un punto de vista más judaico, significa volver del mal camino para guardar los mandamientos de la Ley Mosáica y los estatutos del Antiguo Pacto, mientras que desde el punto de vista mesiánico y cristiano, implica volverse del camino del pecado para guardar los mandamientos y enseñanzas de Jesucristo, en el evangelio o Nuevo Pacto.
El término arrepentimiento en la Biblia da la idea de un cambio de mente, un cambio de actitud, un cambio de rumbo y estilo de vida: si se iba por un camino malo, ahora se va por el "buen camino" y ya no se regresa al antiguo. El arrepentimiento no es solo dar una media vuelta, sino apartarse completamente del camino pecaminoso por el cual se estaba viviendo y tomar un camino totalmente diferente: el del Reino de los cielos, una dirección completamente nueva en la vida del individuo que rechaza todo indicio del viejo pecado, bajo la guía de Dios. Además también resalta el sentido de negación personal de las personas arrepentidas, por ejemplo en Job 42:6: “Por tanto me aborrezco, y me arrepiento en polvo y ceniza.”

### Términos bíblicos originales y su traducción
En la Biblia hay por lo menos dos términos que indistintivamente fueron traducidos como "arrepentimiento" de los manuscritos originales del antiguo testamento, y por lo menos otros dos términos griegos de los textos originales del Nuevo Testamento. No obstante, hay casos en los que esos términos no indican lo mismo, y hay versos que por lo tanto pueden resultar confusos para la interpretación, debido a las traducciones bíblicas que no llegan a diferenciarlos.
En el Antiguo Testamento, un término es "nacham" o "nä·kham" (נָחַם) que significa "cambiar de parecer", mientras que "shub" (שׁוּב), indica el sentido antes ya mencionado de “volverse" o "retornar” de un mal camino pecaminoso. El término "nacham" aparece unas 40 veces aproximadamente en la concordancia hebrea, mientras que "shub" aparece más de 1,056 veces en el texto original del Antiguo Testamento. El uso del término "nacham" casi en todos los casos se aplica a Dios, y no al hombre; por lo cual, cuando se llega a decir en la Biblia que Dios “se arrepintió”, el texto bíblico se refiere al cambio de parecer sobre el castigo o el mal que Dios había dispuesto, propuesto o iniciado hacia el hombre impío, a menos de que este último se arrepientiese. "Nacham" por lo tanto, se refiere a la actitud de Dios hacia el hombre en función de una relación personal o la orientación de sus caminos por los que una persona anda.
La palabra hebrea na·jám, puede significar “sentir pesar; estar de duelo; arrepentirse” (Éx 13:17; Gé 38:12; Job 42:6), y también: “consolarse” (2Sa 13:39; Eze 5:13), “liberarse” o “desembarazarse (por ej.: de los enemigos)”. (Isa 1:24.) Sea que se refiera a sentir pesar o a sentir consuelo, el término hebreo implica un cambio en la actitud mental o el sentir de la persona.

Por su parte, el término "shub" se refiere a cambiar una persona el rumbo de sus caminos y alejarse del pecado por el que se andaba previamente, acompañado de gran contracción. Este es el caso de Job 42:6 donde Job escribió “Por tanto me aborrezco, y me arrepiento en el polvo y en la ceniza”, y el caso de Números 23:19 donde se dice que "Dios no es hombre, para que mienta, ni hijo de hombre, para que se arrepienta", donde el uso del término quiere decir que Dios no puede volverse de algún camino pecaminoso, dado que Dios siempre ha sido Santo y nunca ha pecado. En otras palabras, Dios, como deidad perfecta, no cambia en su naturaleza esencial (Malaquías 3:6, Hebreos 13:8), lo que cambia es la relación y la actitud de ira o misericordia, bendición o juicio que tiene hacia el hombre.
En los manuscritos originales del Nuevo Testamento, las palabras griegas traducidas como arrepentimiento son 'metanoia' (con su forma verbal 'metanoeo') y 'metamelomai'; de las cuales metanoeo (arrepentirse) es usada predominantemente para referir un cambio moral radical en el modo de creer y en el modo de actuar. Metanoia aparece unas 22 veces, a menudo relaciodo con la salvación, mientras que metanoeo aparece unas 34 veces.
En griego se usan dos verbos en conexión con el arrepentimiento: me·ta·no·é·ō y me·ta·mé·lo·mai. El primero se compone de me·tá, “después”, y no·é·ō (relacionado con nous, mente, disposición o consciencia moral), que significa “percibir; discernir; captar; darse cuenta”. Por consiguiente, el significado literal de me·ta·no·é·ō es “conocer después” (en contraste con “pre-conocer”), y se refiere a un cambio en la manera de pensar, la actitud o el propósito de una persona.<

### Arrepentimiento en el evangelio

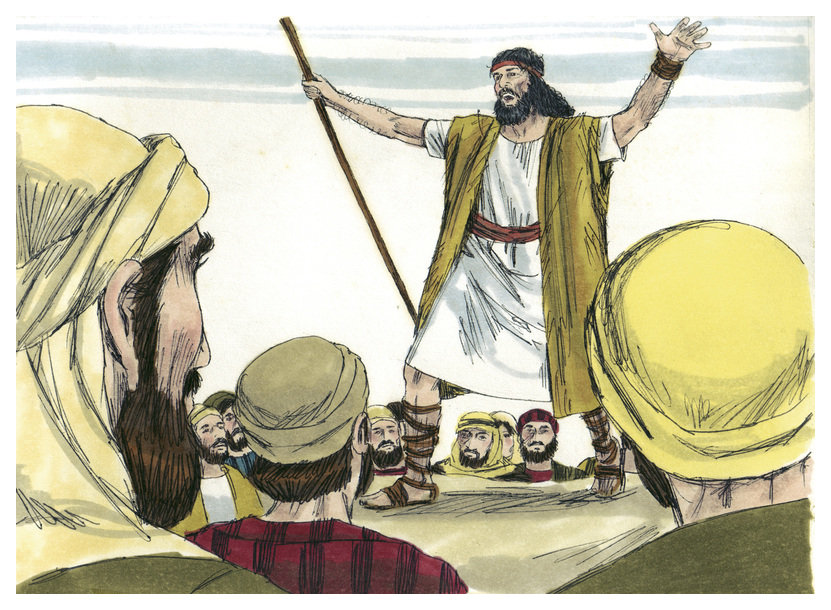
Las exhortaciones de Juan el Bautista, Jesucristo y sus discípulos al arrepentimiento clamaban: "Arrepentíos, que el reino de los cielos se ha acercado" (Mateo 3:2; 4:17; 10:7)

El llamado al arrepentimiento, en lo que respecta al hombre, es un llamado para que este último se vuelva a colocar bajo la dependencia de Dios y la negación de las malas obras del pasado.  Jesucristo, al igual que Juan el Bautista, comenzó su ministerio diciendo: "Arrepentíos, que el reino de los cielos se ha acercado" (Mateo 4:17), indicando a las personas que primero era necesario que se arrepintieran. En Lucas 13:3, Jesús habla a los judíos dejando muy claro que el arrepentimiento es un requisito para no perecer y para poder acceder a la salvación. Los apóstoles siguieron el ejemplo de Cristo, predicando arrepentimiento y perdón de los pecados para las personas que creen verdaderamente en Él y se arrepienten. El apóstol Pedro, en el día de Pentecostés, invitó a los judíos al arrepentimiento. Esto fue registrado en Hechos 2:14-40 donde se muestra que solamente después del arrepentimiento, los judíos pudieron recibir la promesa del Espíritu Santo y el Don de lenguas ejemplificando la importancia vital que tiene para el cristiano.
Así mismo, en 2 Corintios 7:10 se escribe que el dolor o la tristeza que es "conforme a la voluntad de Dios", produce arrepentimiento que conduce a la salvación. Es por eso que este es considerado un elemento decisivo de la fe. El arrepentimiento es entendido, en este sentido, como un acto decisivo de cambiar la mente de uno mismo, aunque la doctrina cristiana considera que por sí solo, el arrepentimiento es insuficiente para cambiar la vida o el corazón del cristiano, para lo cual se necesita la intervención de Dios mismo
Otro de los ejemplos del arrepentimiento en el Nuevo Testamento, se encuentra en la narración de Zaqueo quien recibió la visita de Jesús en su casa. Cuando la gente criticaba por qué Jesucristo cenaba con un pecador, Zaqueo le dijo: Señor, doy la mitad de mis bienes a los pobres y si en algo he defraudado a alguien se lo devuelvo cuadruplicado. Jesucristo entonces declara: "No he venido a llamar justos, sino pecadores a arrepentimiento", demostrando que su doctrina busca la regeneración de los pecadores, que son sacados de los malos camino y llevados al camino de la justicia. Esto en la misma línea de pensamiento que Lucas 5:31.

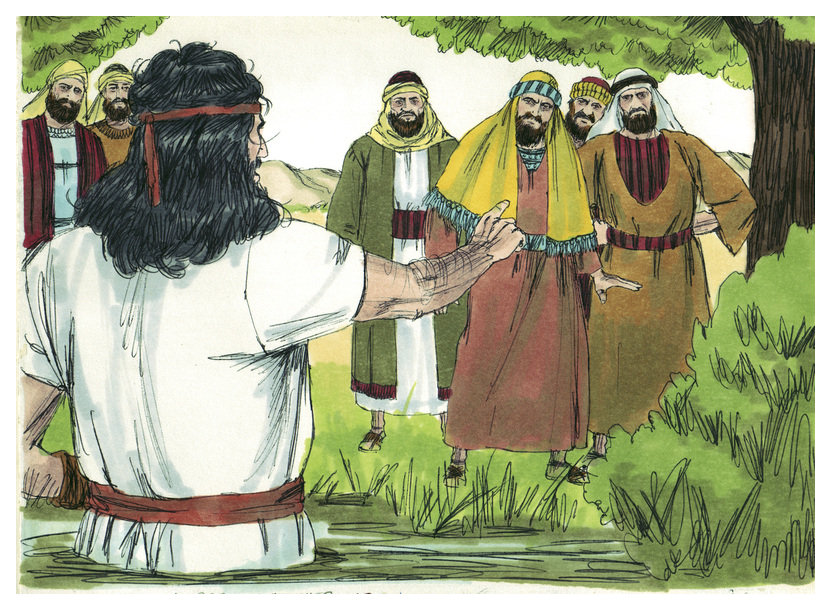
"Y viendo él muchos de los Fariseos y de los Saduceos, que venían á su bautismo, decíales: Generación de víboras, ¿quién os ha enseñado á huir de la ira que vendrá?, Haced pues frutos dignos de arrepentimiento..." (Mateo 3:7-8)

 Juan el Bautista manifestó la necesidad y el requerimiento del arrepentimiento para hacer el bautismo. Esto se expresó cuando le dijo a los fariseos que no se habían arrepentido, que primero sembraran "frutos de arrepentimiento", antes de huir de la "ira venidera!". También para los otros judíos se requería el arrepentimiento, antes del bautismo, el cual era previsto por la confesión de los pecados. De este modo el bautismo era un acto subsecuente al arrepentimiento, y fungía como un acto decisivo de volverse de la antigua forma de vida y sumergirse en la misericordia y la justicia de aquel que ha de venir (Mt. 3.2, 11; Mr. 1.4; Lc. 3.3, 8; Hch. 13.24; 19.4).
El llamado que hace Jesús a las personas para que se arrepientan se menciona explícitamente en Marcos 1:15 y 6:12, y en Mateo 4:17,  11:20 y 12:41. Además se destaca en el evangelio de Lucas 5:32; 10:13; 11:32; 13:3,5; 15:7,10; 16:30; 17:3; y 24:47) y en Mateo 10:7 Jesús exhorta a sus discípulos a predicar de la misma forma. Otros dichos e incidentes en los tres evangelios mencionados expresan muy claramente el carácter del arrepentimiento que exigía Jesús a lo largo de todo su ministerio: por un lado, su naturaleza radical, como un vuelco y un retorno completos, ejemplificado en la parábola del hijo pródigo en Lucas 15:11–24; y expresando su carácter incondicional en la parábola del fariseo y el publicano, donde en su arrepentimiento, estos personajes confiesan sus pecados y reconocen que no tienen absolutamente ningún derecho ante el Dios Padre, y enseguida se entregan a Dios sin excusas o intentos de justificación personal (Lc. 18.13). El acto de dar la espalda a la inmoralidad y al estilo de vida anterior queda evidenciado en el encuentro con el joven rico (Mr. 10.17–22) y con Zaqueo (Lc. 19.8). Además, en Mateo 18:3 se estipula muy bien que la conversión significa llegar a ser como un niño, es decir, reconocer la propia inmadurez y la incapacidad de vivir sin la guía de Dios, de modo que finalmente se acepta una total dependencia de Él.

### Arrepentimiento y remordimiento

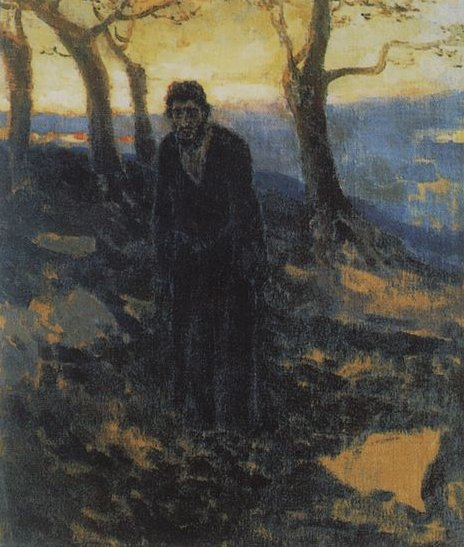
Judas, por Nikolai Ge

Arrepentimiento y remordimiento suelen parecerse y confundirse, generalmente se considera que no son lo mismo. Se pueden ejemplificar en las actitudes de Judas Iscariote y de Pedro respecto a la entrega que hizo de Jesús. Judas lo traicionó pero se sintió mal por sus acciones y devolvió el dinero que le dieron: le remordió de conciencia y se suicidó. Por otra parte, Pedro negó a Jesús tres veces. Después se sintió muy mal y en la Biblia se registra que "lloró amargamente". Pedro se arrepintió y cuando Jesús resucitó, un ángel le dijo a las mujeres que fueron a la tumba vacía que anunciaran a los discípulos que había resucitado, mencionando especialmente a Pedro.
La diferencia radica en que en el remordimiento de conciencia, como en el de Judas, sucede cuando el individuo se siente mal por lo que hizo, pero el sentirse mal por sí solo, no es algo que pueda lograr un cambio de vida, ni un acercamiento con Dios. En contraste, en el arrepentimiento genuino y verdadero, por un lado, comparte el pesar que viene del remordimiento, reflejado en el hecho de que la persona se siente mal por lo que hizo, pero además pide perdón por las ofensas y los pecados cometidos mediante el lloro, lamentación y/o clamor hacia Dios, y sobre todo, se vuelve de un camino en el que se es guiado por Dios espiritualmente, en obras y en vida, logrando un cambio verdadero de mente y actitud respecto al pasado.

### El efecto del arrepentimiento en la vida cristiana

El regreso del hijo pródigo (1885), Óleo sobre lienzo, por Rembrandt

Los cristianos están llamados a arrepentirse de todo lo que sea necesario antes del regreso de Jesucristo. El arrepentirse debe ser genuino, de corazón, para que sea válido, representando en un acto valioso de humildad y sumisión ante el Señor, un acto necesario y vital para la conversión y una cualidad de gran valor para la vida cristiana.
En particular, cuando el hombre se aleja voluntariamente de la dirección y el camino de Dios, descubre que la consecuencia, determinada por Dios, es un mal aún mayor (Gn. 6.6s; 1 S. 15.11, 35; 2 S. 24.16; Jer. 18.10). Si por en cambio, una persona que estaba alejada de Dios, se arrepiente, la persona que se vuelve a Dios encuentra a un Dios de amor, pronto para el perdón y la misericordia  (Jer. 18.8; 26.3, 13, 19; Jon. 3.9s; Ex. 32.12–14 y Am. 7.3, 6).  La ausencia del arrepentimiento en el judeocristianismo resulta en la muerte debido a la firmeza del juicio de Dios en contra del pecado (Nm. 23.19; 1 S. 15.29; Sal. 110.4; Jer. 4.28; Ez. 24.14; Zac. 8.14).
Cabe destacar que la benevolencia de Dios es fiel y por eso hay momentos en los que Dios ha perdonado a su pueblo que se arrepiente del mal, aun cuando este le haya sido infiel (Ex. 32.14; Dt. 32.36; Jue. 2.18; 1 Cr. 21.5; Sal. 106.45; 135.14; Jer. 42.10; Jl. 2.13s; Jon. 4.2). En este sentido, la oferta de Dios de perdonar a los hombres, está condicionada a que los mismos se arrepientan.
Versículos como Amós 4.6–11 muestran claramente que el mal determinado por Dios como consecuencia del pecado de Israel no es rencoroso ni vengativo, sino que más bien está destinado a hacer que Israel se arrepienta. El que hace el mal recibe un mal determinado por Dios.

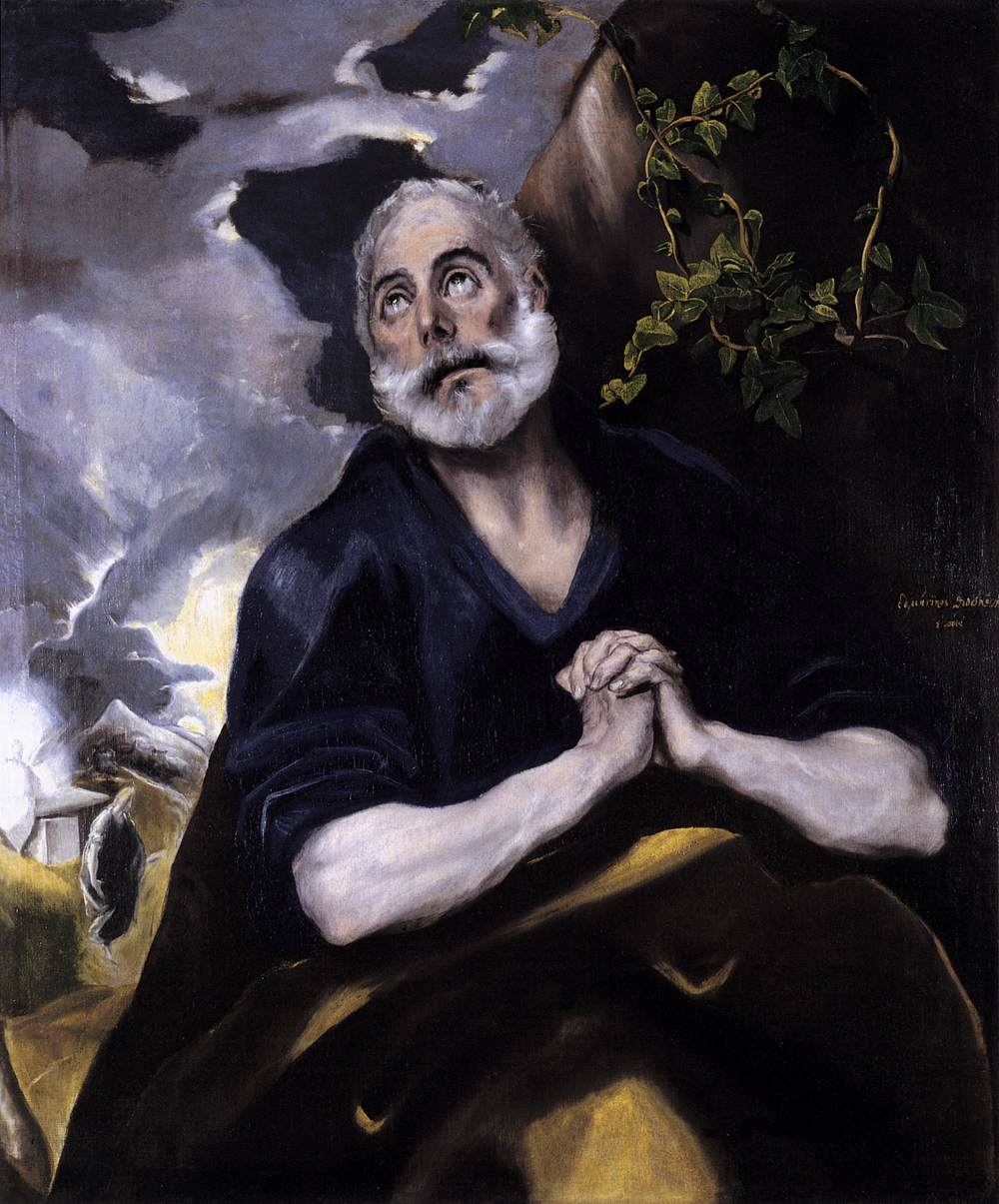
Las lágrimas de Pedro, Óleo sobre lienzo de El Greco

El llamado al arrepentimiento es necesario para la promesa del perdón. En la doctrina cristiana, si no hay arrepentimiento, tampoco hay perdón. También es una manifestación de fe, y un rasgo constante del relato que hace Lucas de la predicación de los primeros cristianos (Hechos 2:38; 3:19; 8:22; 17:30; 20:21; 26:20, 3:19; 9:35; 11:21; 14:15; 15:19; 26:18, 28:27, 11.18; y 1a de Tesalonicenses 1:9).
En Hechos 5:31 y 11:18 se parece describir al arrepentimiento como un don de Dios y al mismo tiempo como responsabilidad del hombre y un deber de todo cristiano. Al mismo tiempo, el arrepentimiento se cita varias veces en Isaías 6:9–10 como explicación de la razón por la cual los hombres no se convierten (Mateo 13:14; Marcos 4:12; Juan 12:40; Hechos 28:26).
El autor de la Carta a los Hebreos también indica la importancia del arrepentimiento inicial y cuestiona la posibilidad de un segundo arrepentimiento para un creyente que ha vuelto al camino de pecado después de haber nacido de nuevo (Hebreos 6:4–6; 12:17). Por eso, el arrepentimiento se describe como una necesidad de los cristianos en la cual no se debe volver más al pecado (2 Co. 7.9s; 12.21; Stg. 5.19s; 1 Jn. 1.5–2.2; Ap. 2.5, 16, 21s; 3.3, 19). De igual forma, el arrepentimiento para el perdón de los pecados surgía invariablemente en la predicación del cristianismo primitivo.
En el Libro de Apocalipsis destacan las muchas exhortaciones que se hacen al arrepentimiento, incluyendo las últimas palabras proféticas que Jesús da a las siete iglesias.

## Arrepentimiento en el existencialismo
El arrepentimiento existencial se definió específicamente como «un profundo deseo de volver atrás y cambiar una experiencia pasada en la que uno ha dejado de elegir conscientemente o ha realizado una elección que no siguió las propias creencias, valores o necesidades de crecimiento».

## Arrepentimiento en el Derecho
En el ámbito del derecho penal el arrepentimiento se entiende de forma diferente. Pueden existir diversos sistemas normativos internos que garantizan determinados beneficios a las personas que habiendo sido partícipes de un delito, colaboran a realizar la tarea de justicia delatando detalles e incluso infractores del delito. En otras palabras, cuando alguien comete un delito y confiesa a las autoridades policiales las infracciones cometidas, llegado el momento del juicio dicha persona tendrá un beneficio en la pena que se le imponga, pudiéndosele aplicar la escala mínima de castigo que corresponde al delito. Generalmente, este tipo de procedimiento no exige a la persona el reconocimiento explícito de que se haya equivocado ni requiere una petición expresa de perdón por ello, sino que se aplica dicho beneficio solo por el hecho objetivo de confesar que se ha cometido la infracción y dar detalles explícitos que ayuden a la investigación.
A quien colabora con un trato mediático, se le puede tipificar en diversos casos como una persona o figura "arrepentida";  lo que resulta en un consideración jurídica aminorante o atenuante de su participación y pena judicial.

## Arrepentimiento en la Neurología
La investigación científica sobre daño cerebral y la técnica de imagen por resonancia magnética funcional vinculan la corteza orbitofrontal, el giro cingulado anterior y el hipocampo con el procesamiento del arrepentimiento.